# ヘイハースト (ポートランド)
ヘイハースト（英: Hayhurst）は、アメリカ合衆国オレゴン州ポートランド市南西部にある地区である。ワシントン郡との郡境付近にあり、一部は同郡にもまたがっている。地区西部でローリーヒルズとビーバートン、北部でポートランドのブライドルマイル地区、東部でヒルズデール地区、南部でメープルウッド地区とマルトノマ地区にそれぞれ接する。
バーモントヒルズ（英: Vermont Hills）とよばれるコミュニティが、ヘイハースト南西部にある。
ヘイハーストの西部には1916年創業の「アルペンローズ」という酪農メーカーがあり、地域のために自転車競技場、野球場、レプリカ西部町「デリービル」を構内に所有している。
ペンドルトン公園（1955年設立）は緑地であるが、運動場、野球のダイアモンド、バーモントヒルズ共同体庭園、「アリスを待つヴィンセント」という名の8フィート（2.44メートル）のウサギなどが併設されている。ヘイハースト小学校が隣接している。